# Meneldil
Meneldil (Quenya voor toegewijd aan de hemel) is een personage uit de werken over de fictieve wereld Midden-aarde van J.R.R. Tolkien.
Hij werd in het jaar 3318 van de Tweede Era geboren als het vierde kind van Anárion, de jongste zoon van Elendil de Lange. Volgens de annalen was hij de laatste man die op Númenor geboren werd. De drie oudere kinderen van Anárion waren mogelijk dochters.
Toen hij een jaar oud was ging Númenor in de golven ten onder. Samen met zijn grootvader Elendil, zijn oom Isildur, diens drie zonen en zijn vader ontsnapte Meneldil aan de ondergang. Elendil stichtte de koninkrijken Gondor en Arnor, maar hij raakte al gauw verwikkeld in de Oorlog van het Laatste Bondgenootschap tegen Sauron. In deze oorlog kwamen hij en Anárion, Meneldils vader, om het leven. Na het einde van de oorlog kwam de Tweede Era ten einde.
Na de oorlog verbleef Isildur, inmiddels Hoge Koning van Gondor en Arnor, twee jaar lang in Gondor om de zaken daar op orde te stellen. Meneldil vergezelde Isildur tijdens een rondreis door Gondor. Tijdens de reis werden de grenzen van het koninkrijk aangedaan en definitief vastgelegd. Tevens maakte Isildur van de gelegenheid gebruik om zijn vader Elendil onder de heuvel Halifirien te begraven. Ook hier werd hij vergezeld door Meneldil.
In het jaar 2 van de Derde Era was Gondor gereorganiseerd en was het tijd voor Isildur om terug te gaan naar zijn persoonlijke domein, Arnor. Meneldil nam afscheid van zijn oom in Osgiliath en hij hoopte dat de zaken in Arnor Isildur lang zouden bezighouden. Een maand na zijn vertrek werd Isildur in een hinderlaag gelokt en overvallen bij de Irisvelden. Isildur overleefde de hinderlaag niet. 
Isildurs jongste zoon Valandil was in Rivendel toen zijn vader omkwam en hij erfde het Hoge Koningschap over Gondor en Arnor. Vanwege Valandils minderjarigheid besloot Meneldil het koningschap van Gondor naar zich toe te trekken. De Mensen van Gondor accepteerden hem als hun rechtmatige koning en Valandil moest zich hierbij neerleggen. Hiermee werd de politieke scheiding tussen de beide koninkrijken van de Dúnedain een feit.
Meneldil heerste tot aan zijn dood, in het jaar 158 van de Derde Era, vreedzaam over Gondor en werd opgevolgd door zijn zoon Cemendur.